# Церкви «Открытой Библии»
Церкви «Открытой Библии» (англ. Open Bible Churches, OBC; ранее известны как Церкви открытого библейского стандарта, англ. Open Bible Standard Churches) — международное объединение христианских пятидесятнических церквей. Церкви «Открытой Библии» объединяют 2 тыс. приходов и свыше полмиллиона прихожан в 46 странах мира.
Штаб-квартира организации расположена в американском городе Де-Мойн (штат Айова). Официальным печатным органом объединения является ежемесячный журнал «Послание открытой Библии». Церковь входит во Всемирное пятидесятническое братство; американское объединение «Открытой Библии» входит также в союз Пятидесятнических/Харизматических церквей Америки и в Национальную ассоциацию евангельских христиан.

## История
История объединения восходит к пробуждению на Азуза-стрит и пятидесятническому духовному возрождению на Среднем Западе. В 1913 году служитель Миссии апостольской веры Фред Хорншух (1884—1982) основал в Юджине (штат Орегон) динамично развивающуюся пятидесятническую общину. После разрыва с базовой церковью в Портленде в 1919, община стала называться Миссия библейского стандарта. В том же 1919 году Хорншух начинает издание журнала «Библейский стандарт». С 1925 года при общине действует теологическая школа библейского стандарта (сейчас — Христианский колледж новой надежды). Служители и простые прихожане общины начинают проповедь пятидесятнических доктрин во многих городах и общинах Северо-запада США.
В 1931 году небольшая пятидесятническая община в Де-Мойне (штат Айова) вышла из Церкви четырёхстороннего Евангелия и создала Евангельскую ассоциацию открытой Библии. В ассоциацию вошло 32 пятидесятнических пастора, лидером которых был избран Джон Ричи (1899—1984). В 1935 году две независимые организации — Миссия библейского стандарта и Евангельская ассоциация открытой Библии объединились, создав Евангельскую ассоциацию открытого библейского стандарта. При создании, в ассоциацию вошли 210 пятидесятнических служителей. Первым председателем союза стал Джон Ричи.
В 1948 году церкви «Открытой Библии», совместно с другими пятидесятническими союзами создали Братство пятидесятников Северной Америки (см. Пятидесятники в США). В середине 1950-х годов Ассамблеи Бога вели с церквами «Открытой Библии» переговоры о слиянии, однако последние отказались от объединения.
К началу 1980-х годов церковь в США объединяла 25 тыс. крещённых членов.
С 1996 года ассоциация носит название Церквей «Открытой Библии».

### Распространение
Первым зарубежным миссионером «Открытой Библии» считается Хазель Форестер, которая отправилась в 1928 году в Индию. Люсиль Дженкинс (Митчелл) стала первым миссионером церкви на африканском континенте, прибыв в 1935 году в Либерию. С 1937 года миссионерами на Кубе служит семья Лютера Адамса. После Второй мировой войны география служения церквей «Открытой Библии» значительно расширяется: Ямайка (1949), Япония (1950), Гвинея (1952), Пуэрто-Рико (1954), Тринидад и Тобаго (1954), Мексика (1965). В 1969 году объединение начинает служение в Европе, прислав Дона и Маргарет Смит миссионерами в Испанию. В 1973 году к ассоциации церквей «Открытая Библия» присоединились миссионеры Уолли и Филлис Ли, служившие в Папуа-Новой Гвинее; т. о. «Открытая Библия» появилась в Океании.
В 2012 году церкви «Открытой Библии», находящиеся за пределами США, объединяли 232 тыс. взрослых крещённых членов. За указанный год организация преподала водное крещение 10 тыс. новообращенным. В самих США насчитывалось 45 тыс. крещённых членов церквей «Открытой Библии».
Самые крупные объединения «Открытой Библии» расположены в Канаде (65 тыс. членов, 163 церкви), Индии (53 тыс. членов, 534 церкви), США (45 тыс. членов, 279 церквей) и Аргентине (27 тыс. членов, 191 церковь). В Европе «Открытая Библия» ведёт служение в Великобритании, Венгрии, Испании, Румынии и на Украине.

## Вероучение
Церкви «Открытой Библии» — протестантская деноминация, относящаяся к пятидесятникам двух благословений. Церковь описывается как «фундаменталистская в доктрине, евангельская по духу, миссионерская в видении, пятидесятническая в проявлениях». Вероучение церкви, кратко сформулированное в семнадцати «Заявлениях веры», отображает общехристианские догматы: веру в Троицу, веру в Иисуса Христа, веру в богодухновенность Библии. Являясь частью всемирного пятидесятнического движения, церковь признаёт Крещение Святым Духом с говорением на языках (параграф 8) и верит в возможность божественного исцеления (параграф 10). Среди церковных таинств признаются водное крещение и причастие.
Высшим руководящим органом церкви является Конвенция, созываемая один раз в два года из служителей и мирян церкви. Конвенция избирает национальный совет директоров; с января 2012 года президентом церкви является Рэндалл Бах. Базовым учебным заведением «Открытой Библии» является Христианский колледж новой надежды, расположенный в городе Юджин.

## Церкви «Открытой Библии» на Украине
В 1998 году группа пятидесятнических церквей из Житомирской области Украины изъявила желание о присоединении к церквам «Открытой Библии». В ноябре 1998 года на Украину с ознакомительным визитом прибыл европейский представитель церкви — Винс Маккарти; после его визита украинские общины были приняты в международное объединение «Открытой Библии». Епископ Александр Рудинец стал руководителем украинского объединения и территориальным представителем «Открытой Библии» в СНГ. 30 апреля 2003 года церкви «Открытой Библии» на Украине были зарегистрированы как Духовное управление христианских церквей «Царство Божье». Офис организации расположен в городе Луцк. Общины церкви находятся также в Волынской, Житомирской, Донецкой, Херсонской, Запорожской областях и в городе Киев.
В 2012 году на Украине действовало 16 церквей «Открытой Библии», прихожанами которых являлись 820 взрослых крещённых членов.